# Anton Phillips
Anton Phillips (31 ottobre 1943) è un attore britannico di origine giamaicana.
È noto soprattutto per il ruolo del Dr. Bob Mathias nella serie di fantascienza Space: 1999. È anche produttore e regista teatrale.